# Ireneusz Paliński
Ireneusz Paliński (13. května 1932, Nużewo – 9. července 2006, Varšava) byl polský vzpěrač. Na olympijských hrách v Římě roku 1960 získal zlatou medaili ve váhové kategorii do 82,5 kg (lehkotěžká). Šlo o první polské olympijské zlato ve vzpírání v historii. Na dalších hrách v Tokiu roku 1964 Paliński vybojoval bronz v kategorii do 90 kilogramů (polotěžká). V roce 1961 se ve Vídni stal mistrem světa (do 90 kg), ve finále přitom vytvořil světový rekord. Ze světového šampionátu přivezl i čtyři stříbra a dva bronzy. Byl mistrem Evropy z roku 1961 a měl z evropského šampionátu i šest stříbrných medailí. Světový rekord během kariéry překonal sedmkrát. Devětkrát se stal mistrem Polska. Roku 1961 mu byl udělen Řád znovuzrozeného Polska. Ve stejném roce vyhrál polskou anketu Sportovec roku. Vzpírání se začal věnovat poměrně pozdě, až na vojně. Po pádu komunismu se zkoušel se prosadit v politice, ale nedostal se nikdy do Sejmu. Byl členem polské Strany přátel piva. Zemřel po třináctiletém boji s rakovinou.